# Arthur Barclay
Arthur Barclay, född 1854, död 1938, var Liberias president 4 januari 1904-1 januari 1912. Innan han blev president hade han bland annat varit finansminister. Han var farbror till senare presidenten Edwin Barclay.